# Гордубал
«Гордубал» (чеш. Hordubal) — роман Карела Чапека 1933 года. Был написан на основе реальных событий. Произведение входит в цикл «Трилогия» 1933—1934 годов, вместе с романами «Метеор» и «Обыкновенная жизнь» По произведению в ЧССР были сняты 2 фильма: Мартином Фричем в 1937 году под названием «Гордубалы»; Ярославом Баликом под оригинальным названием в 1979—1980 годах (в этом фильме главную роль исполнил актёр Анатолий Кузнецов, известный советским зрителям по фильму «Белое солнце пустыни»).

## Сюжет
Трудолюбивый чешский крестьянин Юрай Гордубал 8 лет находился на заработках в США; заработав там немало денег, он возвращается домой в Карпаты. За время его отсутствия жена Полана стала изменять ему с его батраком Штепаном Маней. Гордубал, однако, делает вид что ничего не замечает и ко всем относится доброжелательно, что ещё больше пугает и жену, и Штепана. Однажды ночью Штепан закалывает Гордубала. Следствие выясняет: убитый был тяжело болен, и теоретически мог умереть той же ночью — но своей смертью, теперь же Штепану придётся идти в тюрьму.

## История создания
В октябре 1932 года верховный суд в Брно рассмотрел во второй инстанции дело об убийстве закарпатского крестьянина Юрая Гардубея его односельчанином Василем Маняком по предварительному сговору с женой Юрая Поланой Гардубейовой. 14 октября 1932 года газета «Лидове новины», сотрудником которой был Чапек, опубликовала отчёт журналиста и писателя Бедржиха Голомбека о процессе под заголовком «Подкарпатская трагедия». Отчёт и послужил Чапеку толчком к созданию романа. Уже 27 ноября 1932 года он начал печататься с продолжением в этой же газете. Публикация была закончена 21 января 1933 года. В том же году он вышел отдельной книгой в издательстве Франтишека Борового. В середине 1930-х годов «Гордубал» был переведён на ряд иностранных языков, в том числе и на русский.
Замысел произведения автор раскрыл в неопубликованном письме «К одному читателю», которое было найдено в бумагах писателя чешским литературоведом Мирославом Галиком.

В «Гордубале» я попытался продемонстрировать, как по-разному может выглядеть судьба человека и лица людей, если их видят и оценивают с разных сторон; насколько искажённой и насильственной бывает реконструкция действительности в наших ретроспективных точках зрения…